# Surinaams Instituut voor Voedselveiligheid
Het Surinaams Nationaal Instituut voor Voedselveiligheid (SNIV) is een Surinaamse overheidsinstantie.
Het initiatiefvoorstel voor de SNIV werd op 28 februari 2020 door vier DNA-leden ondertekend en voorgelegd en enkele dagen later aangenomen. Met het voorstel werden de taken van verschillende autoriteiten die voedselveiligheid in hun portefeuille hadden samengevoegd binnen één instituut. De voorgaande wetgeving dateerde nog uit het jaar 1911. De oprichting van het instituut vond in maart 2020 plaats tijdens de regering Desi Bouterse. Een half jaar eerder kondigde de toenmalige oppositieleider Chan Santokhi en latere president van Suriname al aan het instituut te zullen oprichten zo gauw hij aan de macht zou komen. De aanleiding vormde toen een importstop door de Europese Unie van bepaalde groenten en fruit uit Suriname. De oprichting van het SNIV ontving steun uit de agrarische sector.